# Manos: The Hands of Fate
"Manos": The Hands of Fate é um filme escrito, dirigido e produzido pelo vendedor de fertilizante americano Hal Warren em 1966, como resultado de uma aposta. Ele queria fazer um filme de horror com orçamento baixo ($19,000). O resultado foi um filme considerado por muitos como sendo um dos piores já feitos. O filme permaneceu na obscuridade total até 1993, quando foi apresentado em um episódio da série Mystery Science Theater 3000.
Muitos tiveram acesso apenas a versão com os comentários do elenco do Mystery Science Theater 3000, mas o filme original foi lançado em DVD nos Estados Unidos.
Em 2004, um grupo de cineastas canadenses produziu um documentário chamado Hotel Torgo. O documentário apresenta uma entrevista com Bernie Rosenblum, que atuou no filme como um homem que passa o filme todo beijando a namorada no seu carro.
Em 2006, uma companhia teatral de Portland, a Last Rites Productions, fez uma peça baseada na história.

## Produção
O filme foi originalmente criado como resultado de uma aposta entre Warren e o roteirista Stirling Silliphant, que afirmava que ele não conseguiria fazer um filme de horror bem sucedido com um orçamento altamente limitado. Warren acumulou $19,000, e contratou um grupo de atores de uma companhia teatral local e garotas de uma agência de modelos, prometendo compartilhar os lucros como pagamento, devido a sua impossibilidade de pagá-los normalmente.
O filme foi filmado com uma câmera Bell & Howard de 16mm, que tinha que ser operada manualmente e que podia filmar apenas 32 segundos, o que explica o trabalho de edição incomum presente no filme, aonde cortes de cenas apresentam-se em uma frequência absurda. Além disso, algumas cenas apresentam alguns erros de edição que só podem ser explicados como erro humano. A câmera também era incapaz de gravar som, e todos os efeitos e diálogos tiveram que ser adicionados na pós-produção, por Warren, acompanhado de apenas duas ou três pessoas. O mesmo ator teve que fazer vários personagens - Warren chegou a dublar um policial que conversa com seu próprio personagem.
Graças à falta de orçamento e conhecimento técnico, as pernas de bode do personagem Torgo (tentando imitar um Sátiro) foram obtidas vestindo o ator John Reynolds em calças grandes com enchimento, e fazendo Reynolds andar de modo estranho. Também foram feitos pés de bode falsos para Reynolds, mas eles são difíceis de se ver na tela, especialmente na versão de Mystery Science Theater 3000.
Existem rumores que dizem que haveria créditos na sequência de abertura do filme, mas eles foram deixados de lado durante a pós-produção, o que fez com que a longa sequência inicial do filme, que consiste nos personagens principais procurando o hotel, ficasse sem nenhum propósito aparente.
Outro rumor aponta que o pequeno elenco do filme ficou tão desapontado com o amadorismo de Warren que eles chamavam o filme jocosamente de Mangos, the Cans of Fruit pelas suas costas.
Durante o filme, um casal é mostrado bebendo e se beijando dentro de um carro algumas vezes, sendo interrompidos por policiais em duas delas. As cenas não possuem absolutamente nenhuma conexão com o restante do filme. O único propósito dessas cenas foi evitar o desaproveitamento da atriz Joyce Molleur, que estava com a perna quebrada e não pode fazer o papel para o qual foi contratada, Margaret.

## Enredo
A história é sobre uma família em férias: Michael (Warren) e Margaret (Diane Mahree), a filha Debbie (Jackey Neyman) e o cão Peppy, que se hospedam em um hotel na estrada que na verdade é a sede de um culto pagão nefasto.
Depois de dirigir por um longo tempo, eles encontram um homem bizarro, com aparência de sátiro, chamado Torgo (John Reynolds), que aparentemente cuida do hotel. Torgo fala entre soluços e se repete frequentemente, se apresentando com uma das falas mais memoráveis do filme, "Eu sou Torgo. Eu cuido do lugar enquanto o Mestre não está." Michael e Margaret pedem direções para Torgo, e Torgo lhes diz que não há saída. Michael tenta convencer Torgo a deixá-los passar a noite lá. Torgo insiste que "o Mestre não aprovaria", mas acaba deixando. Margaret não se sente segura ao permanecer lá, mas Michael afirma que ela só está imaginando coisas. As paredes do local são decoradas com uma perturbadora pintura de um homem de aparência malévola e sombria com um cão negro de olhos brilhantes. Torgo diz que o homem é O Mestre. Torgo evidência que o Mestre está morto, mas não "morto do modo como vocês conhecem".
Peppy corre para fora, latindo incessantemente durante um tempo, e subitamente se calando. Michael descobre que o cão foi morto. Ele diz a Margaret que Peppy está morto, o que leva ela a insistir em partir do local, mesmo estando escuro. Michael ordena Torgo a recolocar a bagagem no local, e ele sai para dar partida no carro. Torgo logo se encontra sozinho com Margaret, e acaricia seu cabelo, prometendo que, mesmo esteja destinada a se tornar mais uma das noivas do Mestre, Torgo pretende tomá-la para si. Margaret tenta chamar Michael, mas Torgo a convence a não dizer nada ao seu marido. No entanto, o carro não funciona, e Torgo diz que não há telefones no local porque "o Mestre não aprova tais aparelhos". Com a família sem saída, Torgo traz a bagagem para a sala.
Debbie decide fugir e procurar seu cão. Ela encontra o Mestre, seu cão e suas esposas - todas vestidas em longos vestidos brancos - em um lugar mais tarde revelado como sendo uma tumba. Os pais de Debbie percebem que ela fugiu, e procuram freneticamente por ela. Debbie retorna para a casa com o cachorro do Mestre. Quando os pais vêem o cachorro, o animal foge e Debbie volta para seus pais. Depois de lhe dizerem que ela jamais deve fugir deles, Michael e Margaret perguntam a ela aonde ela encontrou o cachorro. Debbie os leva a tumba. Horrorizados, a família corre de volta para o hotel, e Michael procura Torgo, para perguntá-lo sobre o que se trata tudo aquilo.
Enquanto isso, Torgo é visto em um tipo de ritual na tumba, aonde o mestre (Tom Neyman) e suas esposas mortas-vivas permanecem em sono profundo. Torgo começa a cortejar as esposas e zombar de seu Mestre, e depois volta para a casa para dormir. O Mestre logo desperta e acorda suas esposas. As esposas começavam a discutir sobre a família que Torgo hospedou. O Mestre furiosamente interrompe a discussão, irritado com o comportamento insolente de Torgo, e decide sacrificá-lo em nome da entidade misteriosa do filme, Manos. O Mestre encontra Torgo dormindo na casa.
Enquanto o Mestre não está, as mulheres continuam a discutir sobre a família. Algumas das noivas querem matar a criança, enquanto outras não. Elas também discutem sobre quem é a predileta do Mestre. A discussão logo se torna uma briga, mostrada em uma cena de aproximadamente dez minutos com as mulheres lutando na areia.
O Mestre leva Torgo para a tumba. Ele tenta escapar, enquanto o Mestre comanda suas esposas para matar Torgo. Elas o cercam e fazem o que um critico em El Paso definiu como sendo "uma massagem até a morte". Torgo sobrevive. O Mestre então evoca um poder misterioso, e queima uma das mãos de Torgo, que foge na escuridão, e seu destino não foi revelado. No roteiro original do filme, o Mestre primeiro espancaria e sacrificaria sua primeira esposa.
Michael, Margaret e Debbie tentam fugir, mas não conseguem. Depois se depararem com uma cobra (em uma cena de arquivo), eles decidem voltar para casa e se protegerem em uma das salas. Tendo a tentativa de fuga frustrada, Michael, Margaret e Debbie voltam para a sala e encontram o Mestre. Michael dispara vários tiros na cara do Mestre, que permanece intacto - a primeira exibição de façanha sobrenatural apresentada no filme.
O filme termina mostrando duas garotas dirigindo um conversível, se perdendo e parando no hotel para pedir informação. Elas são recebidas por Michael. São mostradas cenas que revelam o destino de Margaret e Debbie: como as outras noivas do Mestre, elas permanecem adormecidas na tumba, com vestidos brancos. O filme termina com Michael dizendo "Eu cuido do lugar enquanto o Mestre não está." e as palavras "O Fim?" aparecem na tela após os créditos finais, que são exibidos enquanto várias cenas do filme são mostradas.

## Mystery Science Theatre 3000
O filme foi apresentado em um episódio de Mystery Science Theater 3000 em 30 de Janeiro de 1993, no último episódio da quarta temporada, precedido pela segunda metade do curta-metragem Hired!. Joel Robinson e os robôs satirizaram a sequência de abertura na primeira pausa, debateram sobre Torgo ser ou não um monstro na segunda pausa, e na terceira pausa Joel imita o Mestre. Depois que o filme acaba, Dr. Forrester e Frank recebem uma pizza de Torgo, interpretado por Mike Nelson.
Em uma ocorrência rara, se não única, Frank e o Dr. Forrester pedem desculpas a Joel e os robôs pelo filme, sabendo que nesta ocasião eles foram longe demais no experimento.
Muitos fãs consideram este episódio como sendo um dos melhores.

## Recepção
A estreia do filme ocorreu em 15 de Novembro de 1966, no Capri Theater em El Paso, no Texas, cidade natal de Warren. O filme foi altamente promovido, tendo despertado o interesse de grande parte da alta sociedade local e da mídia. Warren alugou uma limousine para chegar no cinema junto com o elenco; a limousine iria primeiro deixar um grupo, e depois dar a volta no quarteirão e deixar outro. Segundo Bernie Rosenblum (que fez o rapaz que passa o filme todo beijando a namorada), as pessoas começaram a rir do filme, o que fez Warren e o elenco saírem humilhados antes que o filme terminasse. O filme acabou com uma mistura de risos e aplausos, e com as pessoas jogando sapatos na tela. Jackey Neyman-Jones, a autora que fez Debbie, lembrou de chorar de desapontamento na estréia. Graças a isso, Warren diria que, se devidamente redublado, o filme daria uma boa comédia. 28 anos depois, o elenco do Mystery Science Theater 3000 provou que ele estava certo.

## Curiosidades e erros
- A cena aonde Debbie é mostrada como sendo uma das esposas do Mestre, perturbadora graças as implicações de pedofilia, levaram o elenco de MST3K a incluírem-na numa lista das coisas mais nojentas que eles já viram. Curiosamente, Debbie foi interpretada por Jackie Neyman, filha de Tom Neyman, que interpretou o Mestre, o que dá à cena um nível de incesto.
- Outros membros da família de Tom Neyman participaram do filme: sua esposa, que fez os vestidos da noivas do Mestre, e seu cachorro, que é o doberman de olhos brilhantes.
- A pintura do Mestre foi feita pelo próprio Tom Neyman.
- O filme apresenta algumas cenas totalmente fora de foco - mas não por razões de aestética.
- O nome de Torgo originalmente era Igor.
- John Reynolds cometeu suicídio pouco após o filme ser feito - apesar de que, apesar do senso de humor negro de algumas pessoas, provavelmente não foi graças a sua afiliação com Manos. Aparentemente, Reynolds estava com sérios problemas emocionais em relação aos seus pais e experimentou LSD. De acordo com Jackey Neyman Jones, Reynolds estava constantemente sob efeito de drogas durante as filmagens.
- Os únicos membros do elenco a serem pagos foram Jackey Neyman, que ganhou uma bicicleta, e o dobermann que interpretou o cachorro do Mestre, que ganhou um saco de ração. Como o pagamento viria da bilheteria, ninguém mais foi pago.
- Houve vários outros rumores sobre outros membros do elenco se suicidarem, mas todos foram provados como sendo falsos pelos produtores de Hotel Torgo.
- A única pessoa do filme que prosseguiu na carreira foi a atriz Mary Robin Redd, que fez uma das esposas do Mestre. Ela participou de vários filmes B até sua morte no início da década de 1990.
- Depois de Manos, Hal Warren voltou ao seu trabalho de venda de fertilizante. Ele tentou produzir uma sequência de Manos, que se chamaria Wild Desert Bikers, mas graças ao fracasso de Manos, ninguém se interessou em colaborar. Warren morreu em 1986.
- A casa aonde Manos foi filmado pegou fogo em 22 de Junho de 2005.
- Quentin Tarantino possui uma rara cópia do filme em 35mm. Ele afirma que o filme é a sua "comédia" favorita.
- "Manos" é espanhol para "mãos". Se traduzido em sua totalidade para o português, o título do filme ficaria algo como "Mãos: As Mãos do Destino", apesar de que a entidade também é nomeada de Manos, o que pode significar que o título é uma referência a tal entidade.
- Warren teve dificuldades de trabalhar com o período da noite. Durante várias cenas noturnas, a câmera e as luzes atraíram enxames de mariposas, que podem ser vistas no filme. Além disso, em uma cena aonde policiais "investigam" a arma de Michael, eles só podiam dar alguns passos, já que não havia luz o suficiente para iluminar toda a cena.